# Adolfo Olivares
Adolfo Alamiro Olivares Aravena (Ocoa, Chile, 20 de diciembre de 1940-Quillota, Chile, 23 de junio de 2025) fue un futbolista chileno, delantero centro, goleador, fuerte, potente, rápido y punzante, diestro y de buen juego aéreo.

## Trayectoria
Nacido en la cantera de Everton, se destapó futbolísticamente en Ferrobádminton, club que estuvo entre 1961 y 1963, al año siguiente sería adquirido por Universidad de Chile, su instancia en la «U» no fue fácil, le costó mucho integrarse al grupo, lleno de liderazgos, códigos y hermetismo. Tras no poder consolidarse en la escuadra azul fue traspasado a Santiago Morning, es aquí donde logra un alto nivel de juego que lo lleva a ser seleccionado nacional, en 1970 llega a Audax Italiano, y posteriormente pasa a Magallanes, en 1973 juega por el Alianza de El Salvador, en 1974 firma por el The Strongest de Bolivia club en el cual era partícipe del área técnica el exfutbolista Alfonso Sepúlveda, consiguiendo en su primer año en club el Campeonato Nacional en Cochabamba, marcando el gol del título, también sumaría ese mismo año el Campeonato Paceño, en 1975 participa en Copa Libertadores con el "Chepo" Sepúlveda como DT del equipo. Tuvo pasos luego en el Aurora también de Bolivia, retornando a Chile para finalizar su carrera en Huachipato y Unión San Felipe.
El apodo de Cuchi-Cuchi lo inventó Rubén Marcos, a raíz de su amistad con una de las vedettes más famosas del Bim-Bam-Bum. Muchos creían que ambos eran pareja, pero Olivares siempre lo negó. De hecho, nunca se ha casado.

## Selección nacional
Ha sido internacional con la Selección de fútbol de Chile, debutando el 23 de octubre de 1968 anotando dos goles en el triunfo 3x1 sobre la selección de México en el Estadio Nacional jugó 15 partidos y anotó 7 goles.

## Clubes
| Club                 | País        | Año       |
| -------------------- | ----------- | --------- |
| Everton              | Chile       | 1961      |
| Ferrobádminton       | Chile       | 1962-1963 |
| Universidad de Chile | Chile       | 1964-1966 |
| Palestino            | Chile       | 1966      |
| Huachipato           | Chile       | 1967      |
| Santiago Morning     | Chile       | 1968-1969 |
| Audax Italiano       | Chile       | 1970-1971 |
| Magallanes           | Chile       | 1972      |
| Alianza              | El Salvador | 1973      |
| The Strongest        | Bolivia     | 1974-1976 |
| Aurora               | Bolivia     | 1977      |
| Huachipato           | Chile       | 1978      |
| Unión San Felipe     | Chile       | 1979      |

## Palmarés

### Títulos regionales
| Título                | Club          | País    | Año  |
| --------------------- | ------------- | ------- | ---- |
| Campeonato de la AFLP | The Strongest | Bolivia | 1974 |

### Títulos nacionales
| Título           | Club                 | País    | Año  |
| ---------------- | -------------------- | ------- | ---- |
| Primera División | Universidad de Chile | Chile   | 1964 |
| Primera División | Universidad de Chile | Chile   | 1965 |
| Primera División | The Strongest        | Bolivia | 1974 |